# 薩胡季夫卡
51°39′44″N 32°15′13″E / 51.66222°N 32.25361°E
薩胡季夫卡（烏克蘭語：Сахутівка），是烏克蘭北部的村莊，隸屬切爾尼希夫州的科留基夫卡區。該村面積2.39平方公里，海拔高度143米，2001年人口418，人口密度每平方公里174.8人。